# Francesc Grau

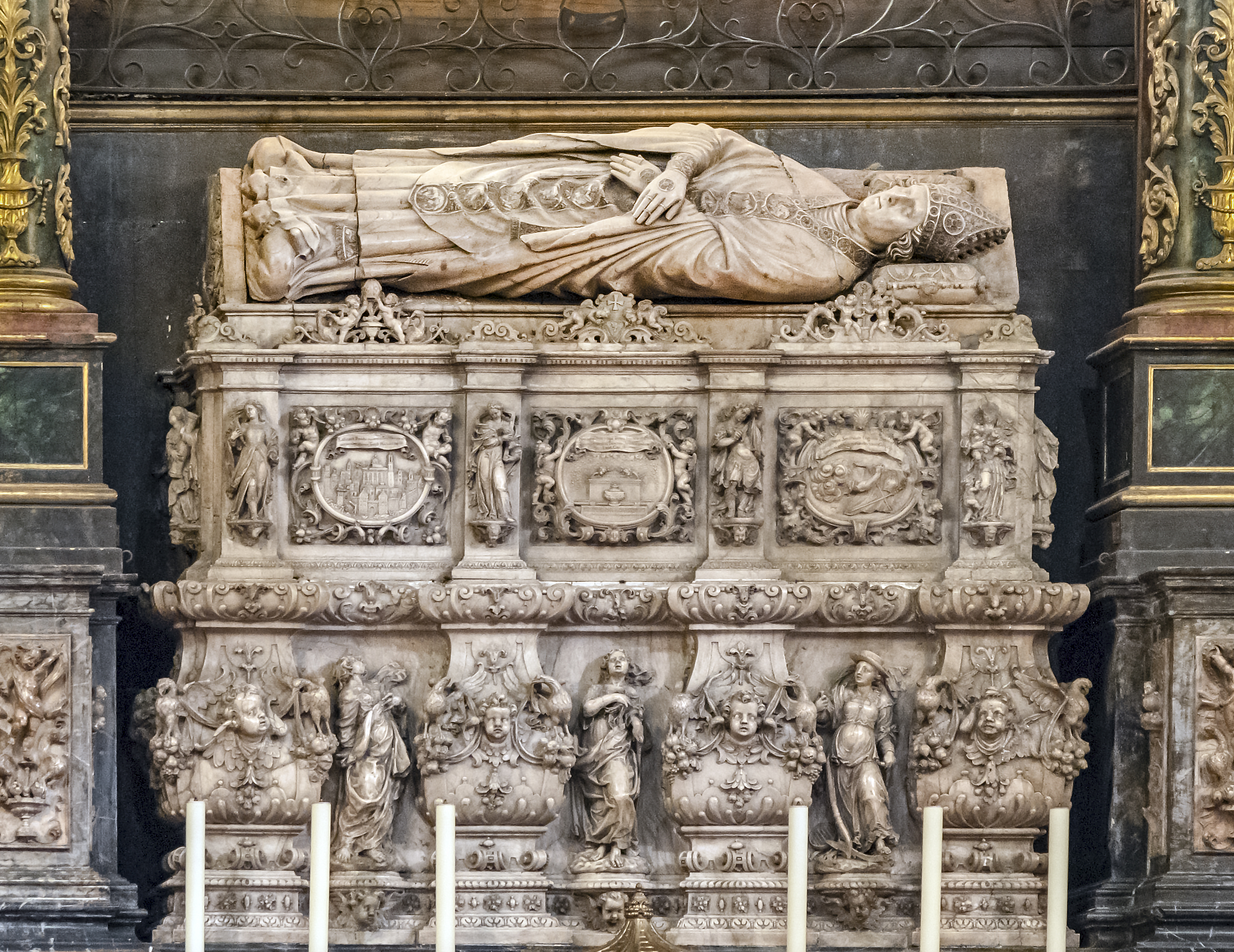
Das von Francesc Grau und Domènec Rovira dem Jüngeren geschaffene Grabmal des Heiligen Oleguer in der Kathedrale von Barcelona

Francesc Grau (spanisch Francisco Grau, * 1638 in Manresa; † 1693 ebenda) war ein katalanischer Bildhauer des Barock.

## Leben und Werk
Francesc Grau schuf zusammen mit Domènec Rovira dem Jüngeren das Altarbild von Alcover (1676), das heute nicht mehr vorhanden ist. Er fertigte in der Kathedrale von Barcelona von 1678 bis 1697 das neue Grabmal für Bischof Oleguer. Mit dem gleichen Bildhauer Rovira fertigte er 1682 die Gräber und das Altarbild in der Concepció-Kapelle der Kathedrale von Tarragona. Auch der später gefertigte Tabernakel des Hochaltars der Kathedrale von Tarragona und das Altarbild des Gründers der Mercedarier-Ordens Petrus Nolascus in Barcelona (1688) werden Francesc Grau zugeschrieben.
Der Stil Francesc Graus zeichnet sich insgesamt durch große Eleganz und künstlerische Wendigkeit aus.